# Zgornji Duplek
Zgornji Duplek is een plaats in Slovenië en maakt deel uit van de gemeente Duplek in de NUTS-3-regio Podravska. De plaats telde 1.824 inwoners op 1 januari 2020.